# Магнитостратиграфия

Магнитополярные подразделения конца кайнозоя. Периоды прямой полярности (соответствующей современной) обозначены чёрным цветом, обратной полярности — белым цветом

Магнитостратиграфия — наука, изучающая расчленение отложений горных пород на основе их прямой или обращённой намагниченности.

## История обнаружения явления магнитостратиграфии
В 1906 году французский геофизик Бернар Брюн (Брюнес) в процессе изучения магнитных свойств неогеновых лав Лашамп около Клермон-Ферранa в Центральном массиве Франции обнаружил намагниченность, противоположную по направлению современной геомагнитному полю, то есть Северный и Южный магнитные полюса как бы поменялись местами. Через 20 лет эти данные подтвердил его японский коллега Мотонори Матуяма. Наличие обратной намагниченности вызвано не необычными геологическими условиями в момент образования породы, а является результатом инверсии магнитного поля Земли. Это важнейшее открытие в палеомагнитологии создало новую науку — магнитостратиграфию. Согласно данным палеомагнитного анализа на позднепалеолитической стоянке Костёнки-12 в отложениях, залегающих непосредственно под пеплом, фиксируется палеомагнитный экскурс Лашамп-Каргаполово, возраст которого — 41 400 ± 2 000 лет до наших дней. Для экскурса Laschamp установлено десятикратное падение интенсивности геомагнитного поля. Палеомагнитный экскурс Моно сопровождался похолоданием и падением уровня мирового океана и соответствует временному промежутку от 33 300 до 31 500 лет назад (GISP2) или от 34 000 до 32 000 лет назад (откалибровано с помощью CalPal). Начавшийся 781 тыс. л. н. реверс Брюнес-Матуяма длился 20 000 лет.
На уровне 3,58 млн лет до наших дней нижняя граница хрона (эпохи) прямой полярности Гаусс (G) переходит в хрон (эпоху) Гилберт (Gi).
Субхроны обратной полярности — Бива (B) 0,37 млн лет; Элунино (Elun) 0,71 млн лет; Каена (K) 3,05—3,12 млн лет; Маммот (Mam) — 3,22— 3,33 млн лет. 
Субхроны прямой полярности — Харамильо (Jar) 0,90—1,06 млн лет; Кобб Маунтин (СobbM) — 1,21—1,24 млн лет; Гилза (Gil), Олдувей (Old) 1,78—2,00 млн лет (субхрон C2n по шкале У. А. Берггрена оценивается в 1,77—1,95 млн лет); Реюньон (R) 2,08—2,14 млн лет; субхрон Твера (субхрон C3n4n) 4,980—5,230 млн лет. Магнитная инверсия Гаусс — Матуяма произошла 2,58 млн лет назад.

## Стратиграфические реперы
Важнейшие палеомагнитные стратиграфические реперы:
- граница Киама-Иллавара — приурочена к границе уржумского и северодвинского ярусов (265,8 млн лет) верхней перми (татарского отдела)[14]
- граница Омолон-Гиссар — приурочена к границе тоарского яруса нижней юры и батского яруса (174,1 млн лет) верхней юры
- граница Гиссар-Джалал (хрон M0, кровля R-субзоны) — приурочена к границе барремского и аптского ярусов  (125 млн лет)  нижнего мела
- граница Туаркыр-Хорезм — приурочена к границе маастрихтского яруса верхнего мела и датского яруса  (66 млн лет) палеоцена[15]
- граница Матуямы–Брюнеса (Магнитная инверсия Брюнес—Матуяма) — приурочена к границе эоплейстоцена и неоплейстоцена (0,8 млн лет)[16]